# Shenzhen Bao'an International Airport
Shenzhen Bao'an International Airport (深圳宝安国际机场); (tidligere kaldet Shenzhen Huangtian Airport) (IATA: SZX, ICAO: ZGSZ) er lokaliseret nær Shenzhen, Guangdong, Kina. Lufthavnen ligger 32 km nordvest for Shenzhens bycentrum. Det er hub for Shenzhen Airlines, Shenzhen Donghai Airlines, SF Airlines, Jade Cargo International og et fokuspunkt for China Southern Airlines og Hainan Airlines. Lufthavnen fungerer også som Asien-Pacific fragthub for UPS Airlines. Lufthavnen undergår en omfattende udvidelse med en ny lufthavnsterminal der ventes færdigbygget i 2012. Landingsbane nummer to blev indviet i juli 2011. Det er en af de tre største lufthavne i det sydlige Kina sammen med Hong Kong International Airport og Guangzhou Baiyun International Airport. I 2011 havde lufthavnen 28.245.745 passagerer, hvilket gjorde den til verdens 49. største og Kinas 6. største.